# Beotigogae (metropolitana di Seul)
Beotigogae (버티고개역, Beotigogae-nyeok ) è una stazione della metropolitana di Seul servita dalla linea 6 della metropolitana di Seul. La stazione si trova nel quartiere di Jung-gu, a Seul.

## Linee
SMRT
● Linea 6 (Codice: 632)

## Struttura
La stazione è costituita da due marciapiedi laterali con due binari passanti in curva, protetti da porte di banchina, situati al secondo piano interrato. Sono presenti tre uscite in superficie.
| Direzione Eungam     | ● Linea 6 | per Samgakji, Gongdeok, Hapjeong, Digital Media City e Eungam |
| Direzione Bonghwasan | ● Linea 6 | per Sindang, Seokgye, Taereung e Bonghwasan                   |

## Stazioni adiacenti
| «          | Servizio | »       |
| Linea 6    | Linea 6  | Linea 6 |
| ---------- | -------- | ------- |
| Hangangjin | -        | Yaksu   |